# Helena Vaz da Silva
Helena Vaz da Silva (ur. 3 lipca 1939 w Lizbonie, zm. 12 sierpnia 2002 tamże) – portugalska dziennikarka, pisarka, działaczka kulturalna i polityczna, posłanka do Parlamentu Europejskiego IV kadencji.

## Życiorys
Studiowała dziennikarstwo i socjologię na Université de Paris VIII Vincennes Saint Denis. Pracowała jako dziennikarka, kierowała programami polityczno-społecznymi w mediach należących do RTP. W 1978 została prezesem narodowego centrum kultury CNC (port. Centro Nacional de Cultura), a w 1980 wiceprezesem portugalskiego instytutu filmowego.
W latach 1994–1999 sprawowała mandat eurodeputowanej, została wybrana z ramienia centroprawicowej Partii Socjaldemokratycznej. Początkowo zasiadała we frakcji liberalnej, następnie dołączyła do grupy chadeckiej. Pracowała m.in. w Komisji ds. Kultury, Młodzieży, Edukacji i Środków Masowego Przekazu.
Helena Vaz da Silva była także autorką kilku książek, m.in. Helena Vaz da Silva com Júlio Pomar (1979), Portugal, o Último Descobrimento (1987), Qual Europa? (1996), Incitações para o Milénio (2001). Odznaczona m.in. Krzyżem Wielkiego Oficera Orderu Infanta Henryka (2000).